# Марко Енгельгардт
Марко Енгельгардт (нім. Marco Engelhardt, нар. 2 грудня 1980, Бад-Лангензальца) — німецький футболіст, що грав на позиції півзахисника.
Виступав, зокрема, за клуби «Карлсруе СК», «Кайзерслаутерн» та «Нюрнберг», а також національну збірну Німеччини.
Володар Кубка Німеччини.

## Клубна кар'єра
У дорослому футболі дебютував 1998 року виступами за команду «Рот Вайс» (Ерфурт), в якій провів три сезони, взявши участь у 62 матчах чемпіонату. 
Привернув увагу представників тренерського штабу клубу «Карлсруе СК», до складу якого приєднався 2001 року. Відіграв за клуб з Карлсруе наступні три сезони своєї ігрової кар'єри. Більшість часу, проведеного у складі «Карлсруе», був основним гравцем команди.
2004 року уклав контракт з клубом «Кайзерслаутерн», у складі якого провів наступні два роки своєї кар'єри гравця.  Граючи у складі «Кайзерслаутерна» також здебільшого виходив на поле в основному складі команди.
З 2006 року три сезони захищав кольори клубу «Нюрнберг». 2007 року виборов у його складі титул володаря Кубка Німеччини.
Згодом з 2009 по 2016 рік грав у складі команд «Карлсруе СК», «Рот Вайс» (Ерфурт) та «Галлешер», а завершив ігрову кар'єру протягом 2016—2018 років виступами за другу команду клубу «Гоффенгайм 1899».

## Виступи за збірну
2004 року дебютував в офіційних матчах у складі національної збірної Німеччини. Наступного року був учасником домашнього для німців розіграшу Кубка конфедерацій 2005, на якому команда здобула бронзові нагороди, а сам гравець взяв участь в одній грі.
Загалом протягом двох років провів у формі головної збірної три матчі.

## Титули і досягнення
- Володар Кубка Німеччини (1):

«Нюрнберг»: 2006-2007